# Paraonides myriamae
Paraonides myriamae är en ringmaskart som beskrevs av Katzmann och Laubier 1975. Paraonides myriamae ingår i släktet Paraonides och familjen Paraonidae. Arten har ej påträffats i Sverige. Inga underarter finns listade i Catalogue of Life.